# Garbno (Barciany)
Garbno (deutsch Laggarben) ist ein kleines Dorf in Polen in der Woiwodschaft Ermland-Masuren. Es gehört zur Gmina Barciany (Landgemeinde Barten) im Powiat Kętrzyński (Kreis Rastenburg).

## Geographische Lage
Garbno liegt im Norden Polens, etwa fünf Kilometer südlich der Grenze zur russischen Oblast Kaliningrad. Das gleichnamige, aber größere Dorf Garbno (deutsch Lamgarben) genannt, ebenfalls zum Powiat Kętrzyński gehörig, liegt etwa zwanzig Kilometer südöstlich. Bis zur früheren Kreisstadt Gerdauen (heute russisch Schelesnodoroschny) sind es neun Kilometer in nordöstlicher Richtung, bis zur heutigen Kreismetropole Kętrzyn (deutsch Rastenburg) 26 Kilometer in südöstlicher Richtung.

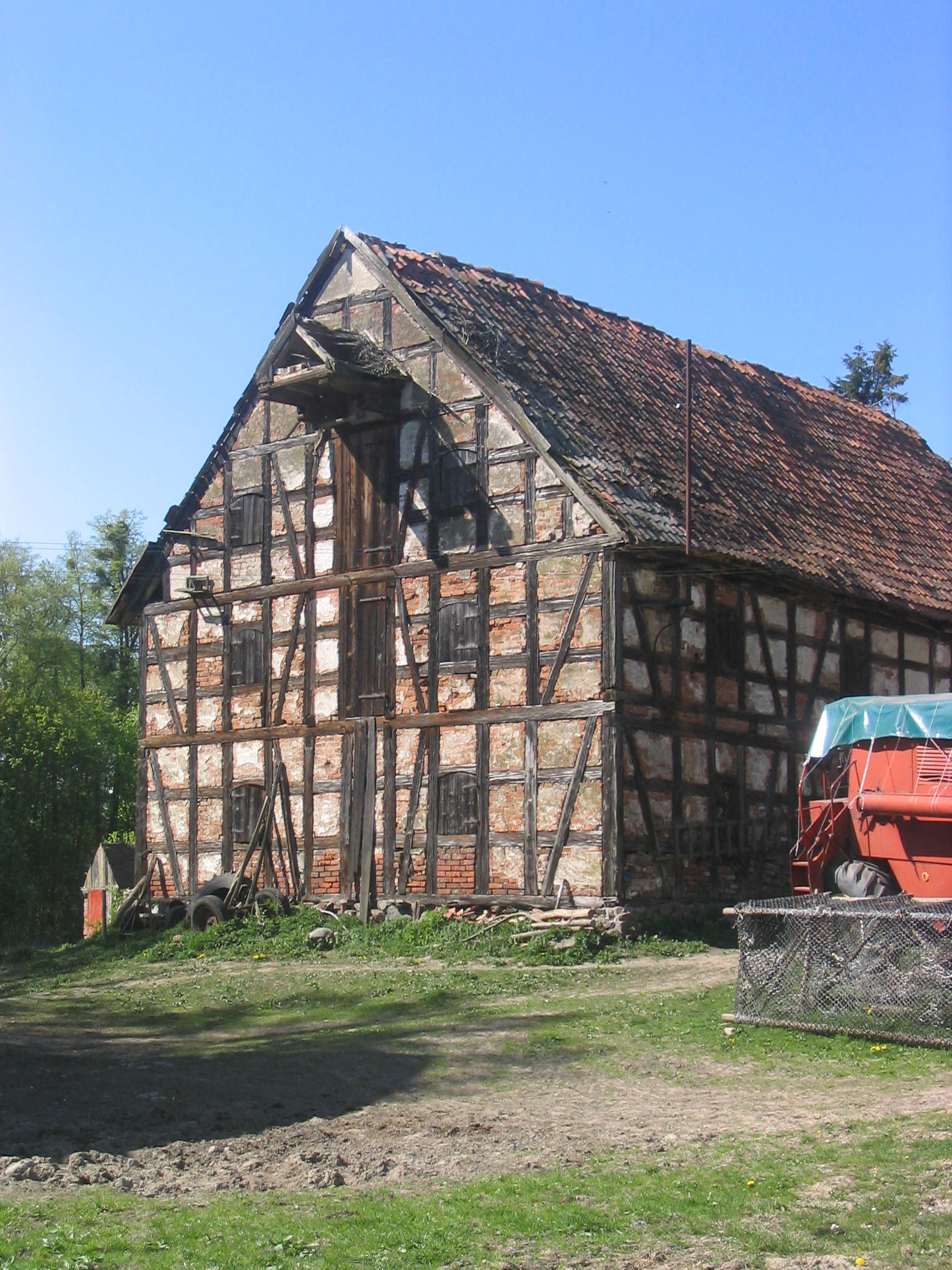
Fachwerk-Speicher des früheren Gutes Laggarben in Garbno

## Geschichte

### Ortsgeschichte
Der Ort wird 1326 als Lagegarbs erwähnt und weist auf eine Siedlung an oder auf einem Berg (idg. ‚legh‘: legen, liegen und prußisch ‚garbis‘: Berg). Bereits um 1384 wurde am Ort des heutigen Garbno ein Wildhaus als Teil einer Befestigungskette errichtet. Das eigentliche Dorf wurde am Anfang des 15. Jahrhunderts auf einer Fläche von 23 Hufen angelegt. Im Dorf gab es zwei Schenken, deren Inhaber einen Zins von vier Grzywna zahlen mussten, was auf ein gutes laufendes Geschäft schließen lässt. 1480 gehörten 15 Hufen Ackerfläche und 6 Morgen Wiese zum Dorf.
Im 14./15. Jahrhundert wurde eine Kapelle errichtet und der Heiligen Anna geweiht. Im 18. Jahrhundert wurde die Kirche stark umgebaut. 1785 gab es im Dorf und dem zugehörigen Vorwerk 24 Wohngebäude.
Von 1874 bis 1945 war Laggarben ein Amtsdorf und damit namensgebend für einen Amtsbezirk im ostpreußischen Kreis Gerdauen. Am 30. September 1928 schlossen sich der Gutsbezirk Laggarben und der Nachbarort Woninkeim zur neuen Landgemeinde Laggarben im ostpreußischen Kreis Gerdauen zusammen.
In Folge des Zweiten Weltkrieges kam Laggarben 1945 mit dem gesamten südlichen Ostpreußen zu Polen und erhielt die polnische Namensform „Garbno“. 1970 lebten 103 Einwohner in Garbno. 1973 wurde das Dorf Teil des Schulzenamtes Silginy (Sillginnen) in der Gemeinde Skandawa (Skandau). Durch Neuordnung der Verwaltungsstruktur war die Siedlung ab 1977 Teil der Landgemeinde Barciany (Barten) im Powiat Kętrzyński (Kreis Rastenburg), bis 1998 der Woiwodschaft Olsztyn, seither der Woiwodschaft Ermland-Masuren zugehörig.

### Einwohnerzahlen

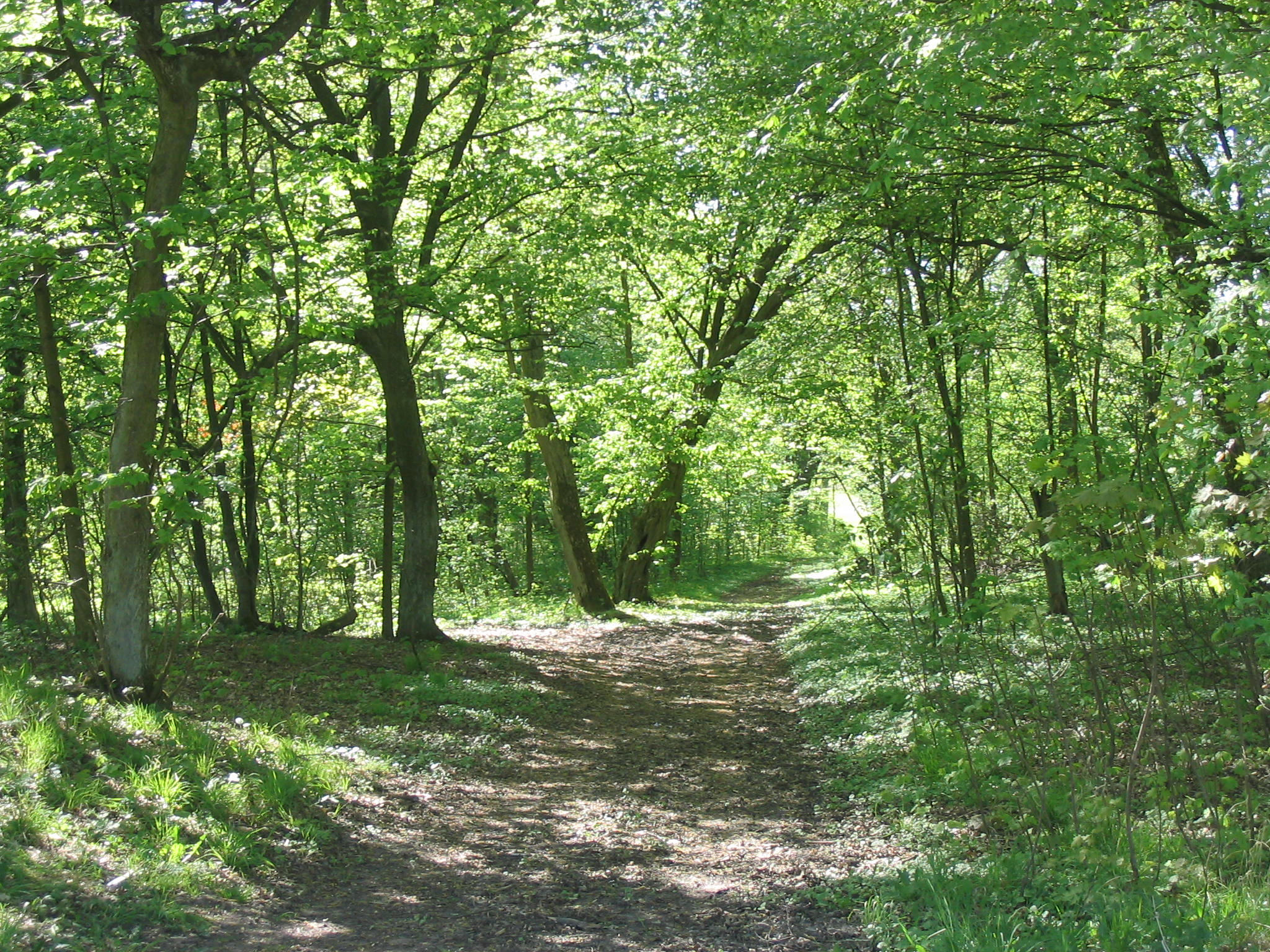
Im alten Gutspark

| Jahr | Anzahl |
| ---- | ------ |
| 1910 | 256    |
| 1933 | 434    |
| 1939 | 434    |
| 2011 | 41     |

### Amtsbezirk Laggarben (1874–1945)
Der Amtsbezirk Laggarben wurde am 9. April 1874 errichtet. Ihm gehörten anfangs drei, am Ende noch zwei Orte an:
| Deutscher Name | Polnischer Name | Bemerkungen                        |
| -------------- | --------------- | ---------------------------------- |
| Laggarben      | Garbno          |                                    |
| Löwenstein     | Lwowiec         |                                    |
| Mamlack        | Majmławki       | Die Gemeinde wurde 1894 aufgelöst. |

## Kirche

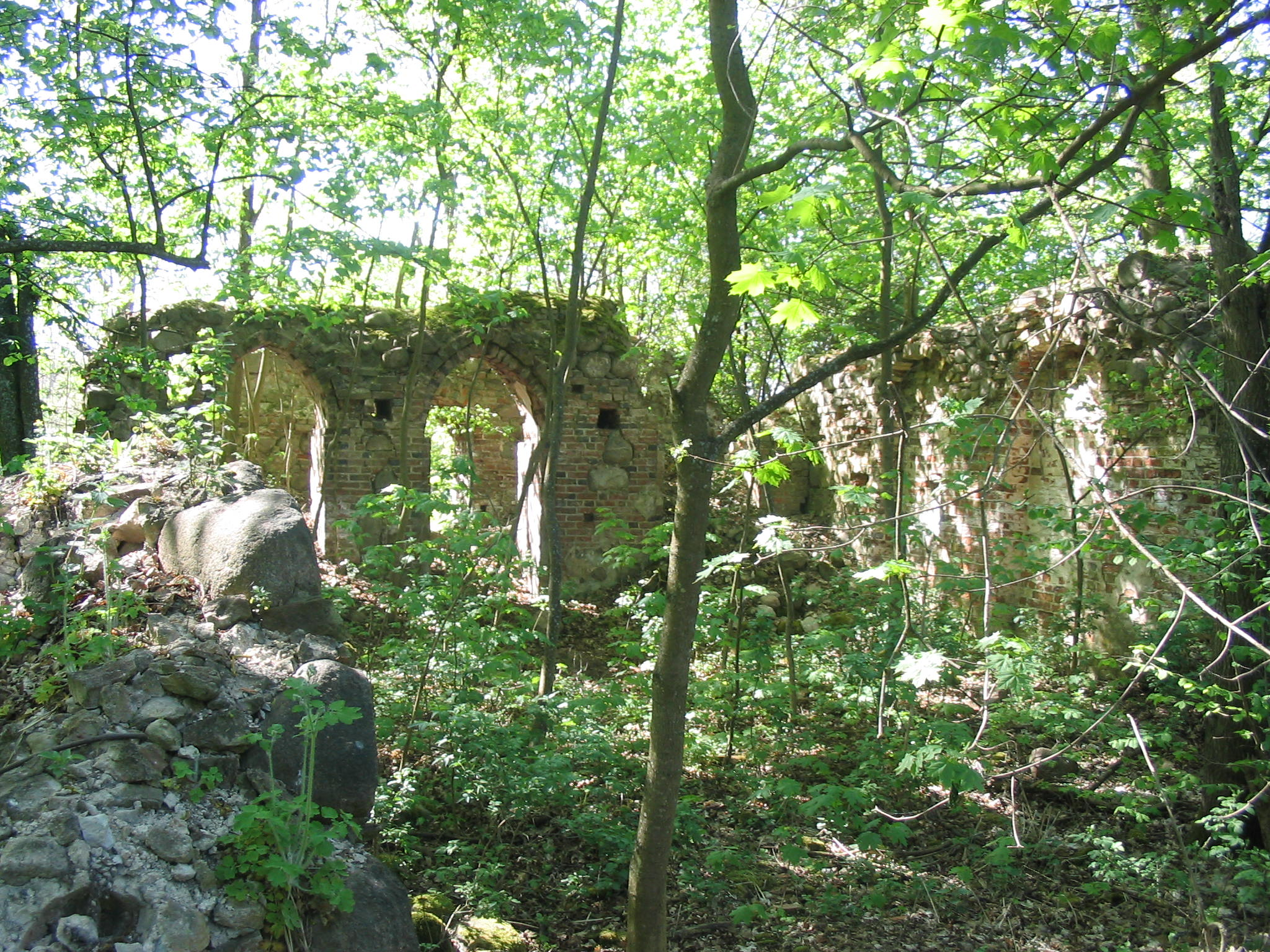
Ruinenreste der Kirche Laggarben

### Kirchengebäude
Die Laggarber Pfarrkirche stammt aus dem beginnenden 15. Jahrhundert und war ehedem eine vielbesuchte Wallfahrtsstätte. Nach der Reformation war sie vierhundert Jahre lang ein evangelisches Gotteshaus. Heute sind nur noch die Grundmauern, ein Teil der Ostwand und das Erdgeschoss zu sehen.

### Kirchengemeinde
Bereits zu vorreformatorischer Zeit war Laggarben ein Kirchdorf. Nach Einführung der Reformation wurde es im Jahr 1554 mit Löwenstein (polnisch: Lwowiec) verbunden und gehörte mehrere hundert Jahre lang zur Inspektion Gerdauen (russisch Schelesnodoroschny). Von 1773 bis 1945 gehörte die Kirchengemeinde Dietrichsdorf (Dzietrzychowo) als filia zu Laggarben. Das Kirchspiel Laggarben-Dietrichsdorf war bis 1945 Teil des Kirchenkreises Gerdauen (heute russisch: Schelesnodoroschny) in der Kirchenprovinz Ostpreußen der Evangelischen Kirche der Altpreußischen Union.
Seit 1945 lebt eine überwiegend römisch-katholische Bevölkerung in Garbno, das nun zur Pfarrgemeinde in Lwowiec (Löwenstein) im Dekanat Sępopol (Schippenbeil) im Erzbistum Ermland der Katholischen Kirche in Polen gehört. Hier lebende evangelische Kirchenglieder sind in die Kirchengemeinde Barciany (Barten) eingepfarrt, die eine Filialgemeinde von Kętrzyn (Rastenburg) in der Diözese Masuren der Evangelisch-Augsburgischen Kirche in Polen ist.

## Gut Laggarben

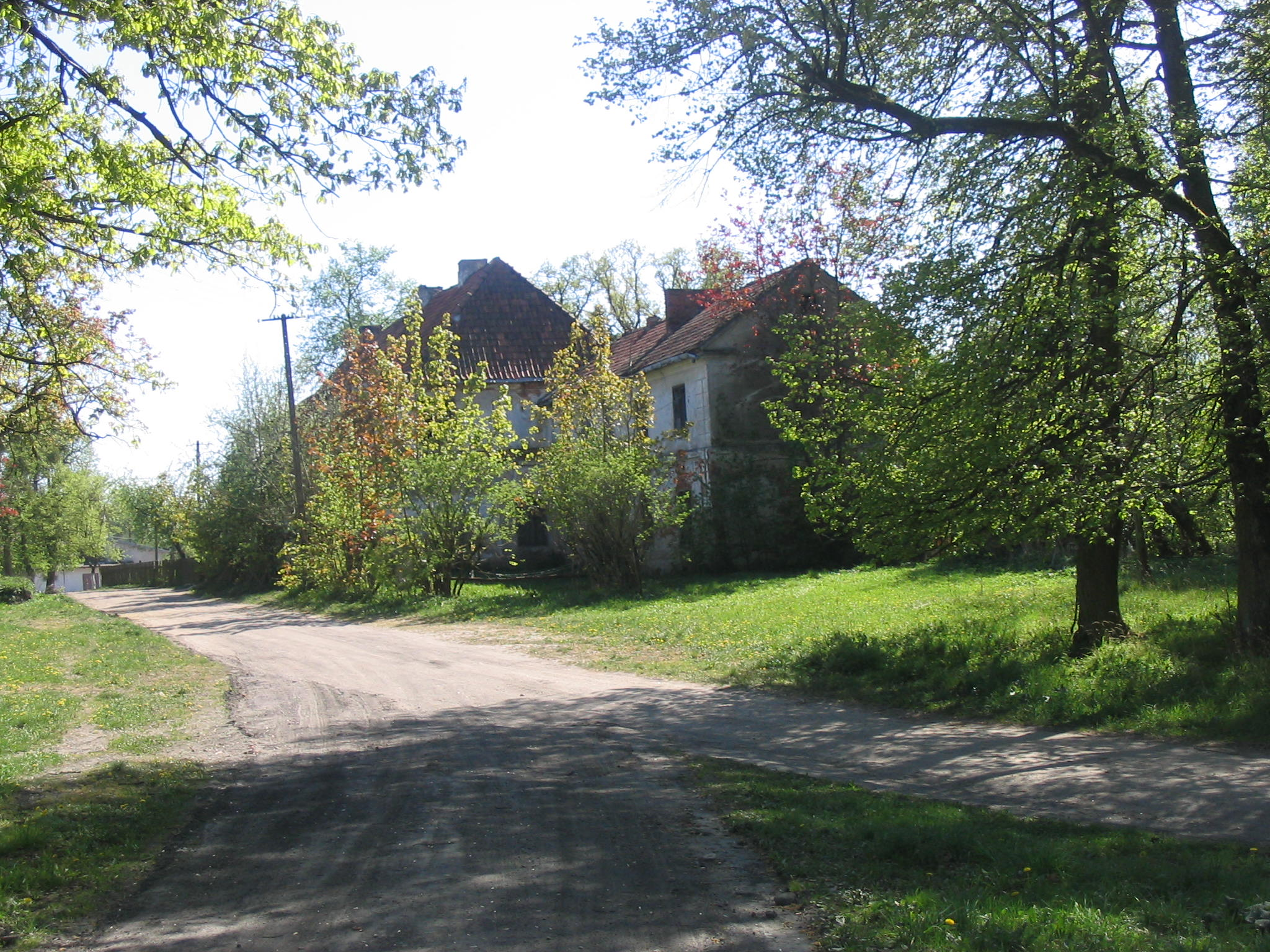
Zufahrtsstraße zum einstigen Gut Laggarben

### Gutsherrschaft
In den Jahren 1371 und 1374 wurde die prußische Familie Schaffstädt als Besitzer des Bauernguts Laggarben erwähnt. Dieser Familie scheint das Gut im Preußischen Städtekrieg (1454–1466) verloren gegangen zu sein. Immerhin konnte Christoph I. von Schaffstädt am 10. April 1545 das Gut für die Familie zurückgewinnen. Anfang des 18. Jahrhunderts konnten wüste Bauernhufen in Laggarben dem Gut zugeschlagen werden. 1747 starb Gottfried Bernhard von Schaffstädt unverheiratet, womit die Hauptlinie der Schaffstädts, auch Schaffstedt I genannt, erlosch. Das Gut Laggarben wurde versteigert und kam für 30.500 Gulden an Georg August von Troschke. Er verkaufte den Besitz jedoch 1765 wieder und es folgten unterschiedliche Eigentümer, bis 1811 die Familie Jungschulz von Roebern, mit Karl Heinrich Jungschulz von Roebern, Sohn eines Justizdirektors in Elbing (polnisch Elbląg), das Gut erwarb. Das Adelsgeschlecht nutzte Laggarben als Familien-Hauptsitz und heiratete zumeist standesgemäß adelige Damen oder Töchter bürgerlicher Gutsbesitzer, wie auch Karl Johann Heinrich Jungschulz von Roebern (1841–1918), mit Frieda von Heyden-Nerfken.
Die Mitglieder der Familie Jungschulz von Roebern waren begeisterte Jagdleute. In Laggarben fanden regelmäßige Jagden statt, die Fasanenjagd war dabei ein besonderer Schwerpunkt. 1927 erhielt Generalfeldmarschall Paul von Hindenburg von Werner Jungschulz von Roebern einen Vierspänner – ein besonderer Stolz des Gutes –, mit dem der Reichspräsident mit Erich Ludendorff anlässlich der Einweihung des Tannenberg-Denkmals eine Ehrenfront Soldaten abfuhr. Bis 1945 blieb es in der Familie Jungschulz von Roebern, bereits 1576 mit polnischem Adel ausgestattet.
Da der älteste Sohn Friedrich Carl (Carlo) Jungschulz von Roebern (1878–1939), zuvor Major, Regierungsrat, als Kaufmann in Brasilien lebte, erbte sein nächstältester Bruder Werner Jungschulz von Roebern die Begüterung. Er war letzte Besitzer von Laggarben, vormals ein aktiver Offizier, und erweiterte das Gutsareal von 789 Hektar im Jahre 1895 auf 1.170 Hektar nach dem Ersten Weltkrieg. Zuletzt war es 828 Hektar groß. Verwalter war Fritz Meyer. Der jüngste Sohn Gert Robert Hugo Jungschulz von Roebern (1888–1917) war als Oberleutnant, abkommandiert vom Kürassier-Regiment „Graf Wrangel“ (Ostpreußisches) Nr. 3 an die Feldflieger-Abteilung 256 (Artillerie), im ersten Krieg geblieben. 
Am 26. Januar 1945 ging der Treck des Gutes Laggarben auf die Flucht, wurde aber bereits am zweiten Tag durch sowjetischen Beschuss auseinandergerissen. Mitgliedern der Familie Jungschulz von Roebern gelangten noch bis in den Westen Deutschland, wo dann die Hauptlinie genealogisch erlosch.

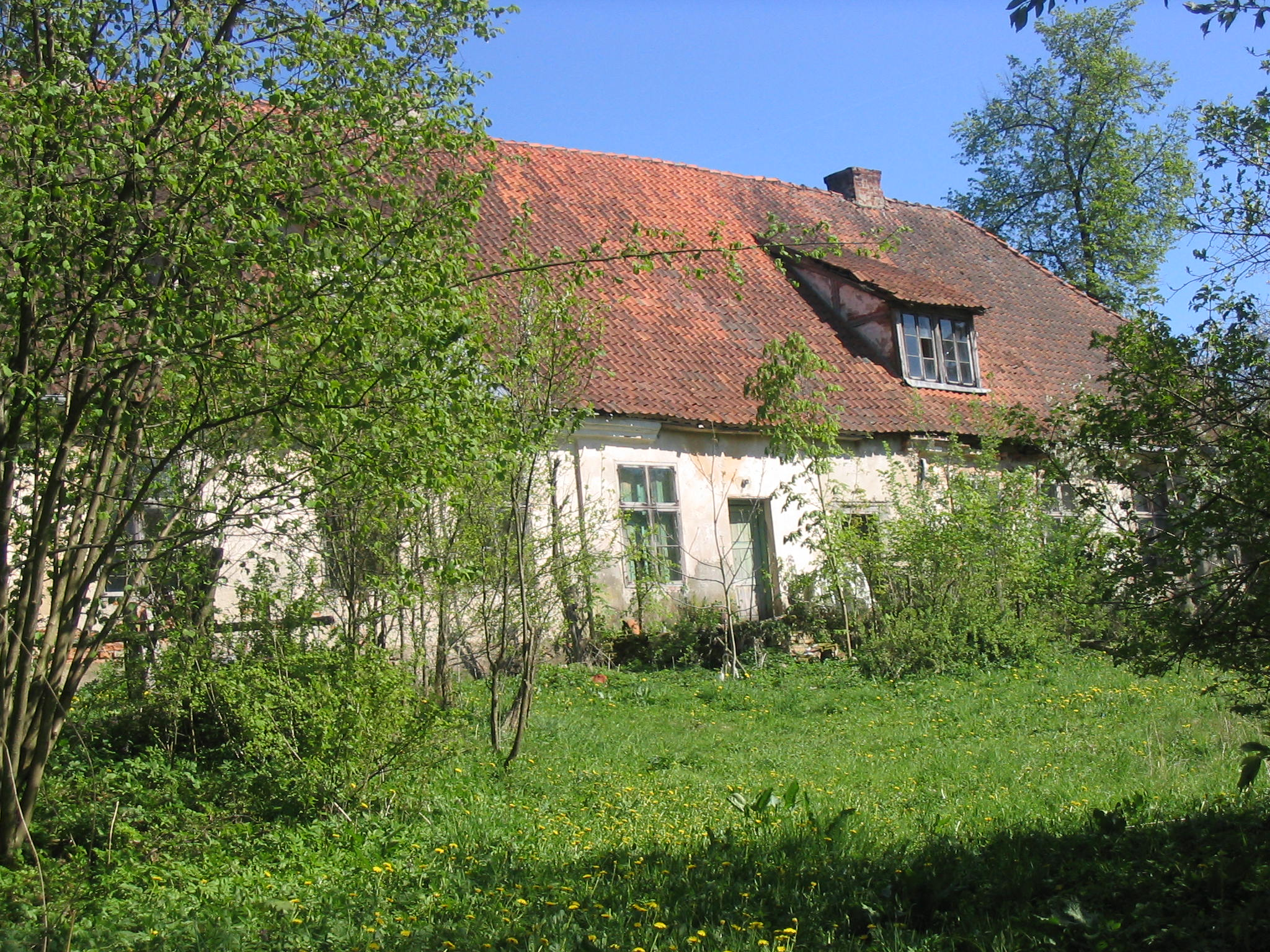
Das ehemalige Gutshaus Laggarben

### Gutshaus
Unter Wilhelm Friedrich von Schaffstädt wurde im frühen 18. Jahrhundert ein kleines Gutshaus errichtet. Da die Gutsherren der Jungschulz von Roebern häufig auch dem Amtsvorsteher stellten war das Herrenhaus zugleich Amtssitz. Den Zweiten Weltkrieg hat das Gutshaus – anders als das Dorf Laggaben, das stark zerstört wurde – erstaunlicherweise lange überstanden, befindet sich jedoch im Verfall, auch wenn im Erdgeschoss noch zwei Familien untergebracht waren. Bis auf den in Fachwerkweise errichteten Speicher sind die Gutsgebäude verfallen oder bereits abgetragen.

## Wirtschaft und Infrastruktur

### Verkehr
Durch das Dorf führen nur Nebenstraßen. Die nächste Woiwodschaftsstraße trägt die Nummer 591 (frühere deutsche Reichsstraße 141) und verläuft etwa sieben Kilometer östlich.
Etwa 5,5 Kilometer östlich des Dorfes verläuft eine Bahnlinie ohne Personenverkehr. Der nächste Personenbahnhof befindet sich im 14 Kilometer entfernten Korsze.
Der Lech-Wałęsa-Flughafen Danzig ist der nächste internationale Flughafen auf polnischem Gebiet und liegt etwa 170 Kilometer westlich des Ortes. Der Flughafen Kaliningrad liegt mit einer Entfernung von etwa 70 Kilometern geographisch näher.